# Пол Тейлор
Пол Тейлор (англ. Taylor Paul) — відомий сучасний американський екофілософ, професор філософії в Бруклінському коледжі, Міському університеті в Нью-Йорку і автор кількох книг з екологічної етики, включаючи «Повага до природи» (англ. Respect for nature, 1986). Тейлор розвиває швейцерівську орієнтовану на життя систему етики навколишнього середовища.
У СНД екофілософ невідомий.
Традиційно на Заході суперечки, що стосуються етики навколишнього середовища, велися між прихильниками антропоцентричної та науково обґрунтованої етики, яка включає до моральної області вищих тварин.
У 1923 році, коли вийшла стаття Альберта Швейцера «Цивілізація і етика», стала набирати силу ідея про надання притаманної цінності не тільки свідомим і відчуваючим істотам, але всім видам життя на Землі. Свою позицію Швейцер назвав «повага до життя», вона є відправною точкою для біоцентричної (орієнтованої на життя) етики.
Пол Тейлор розвиває зародкову ідею Швейцера. У той час, коли Швейцер не завжди зрозуміло пояснює, чи розглядає він всі життєві форми, як рівні, і іноді пише про те, що бажання жити полягає в ідеї задоволення і запереченні ідеї болю, Тейлор не поєднує притаманну цінність із задоволенням і болем. Для Тейлора всі живі істоти, від амеб до людей, мають властиву цінність. Кожен живий індивідуал має мету і прагне до її досягнення. Мета кожного — благо кожного, тому всі створіння, що живуть, відначально хороші. «Я стверджую, що саме благо індивідуальних організмів, що вважаються істотами, що мають притаманну цінність, визначає наші моральні взаємовідносинами з „дикими“ видами життя», — пише П. Тейлор, протиставляючи біоцентризм антропоцентризму.
«Завдяки теорії, орієнтованій на життя, ми зобов'язані дати можливість жити також диким тваринам і рослинам, як членам біоспільноти. Ми зобов'язані захищати або сприяти їх благу заради них самих. Наш обов'язок поважати цілісність природних екосистем, зберігати зникаючі види і не допускати забруднення, виходячи з того, що саме таким чином ми можемо допомогти популяціям диких видів досягти і підтримувати здорове існування в природному стані. Такі зобов'язання випливають з визнання властивої цінності у цих істот».
Тейлор говорить про те, що благо звірів, як і благо людей, це щось, що вже є метою самою по собі. «Кожен організм, популяція виду та угруповання має своє власне благо. Крім цього, ми повинні визнати, що кожен організм, популяція виду та угруповання мають притаманну (справжню) цінність. Принцип справжньої цінності констатує, що незважаючи на те, якою істота є в інших відносинах, якщо вона — член співтовариства життя, то здійснення її блага — це справжня цінність. це означає, що її благо на перший погляд є гідним збереження та заохочення, як мети самої по собі і заради неї самої, тобто істоти, чиїм благом воно є».
Тейлор вважає, що за відсутності пом'якшуючих обставин вбивство комара буде таким же неправильним, як і вбивство людини. Більш того, в деяких ситуаціях вбивство комара буде значно більш неправильним, ніж вбивство людини в інших ситуаціях. Під «іншими ситуаціями» Тейлор розуміє «неправильне» вбивство комара і вбивство людини в цілях самозахисту.
У статті «Чи є люди вищими істотами відносно звірів і рослин» П. Тейлор прояснює суть ціннісних концепцій, які він використовує у своїй теорії. Екофілософ називає шість основних цінностей: цінність корисності, комерційну цінність, заслуги або видатна якість, безпосереднє добро, внутрішні цінності, притаманна гідність. «Особливо ми повинні розрізняти ідею невід'ємної гідності, концепції безпосереднього добра і внутрішні цінності, а також заслуги або видатні якості. Всі вони більш важливі, ніж комерційна цінність і цінність корисності».
Внутрішня, справжня і притаманна цінності в роботах Тейлора — одне поняття, яке має на увазі, що «благо кожного має оцінюватися як таке, що мається в собі, і саме по собі є цінністю». Сукупність власного блага кожного організму, популяції і співтовариства і прагнення збереження цього блага як цінного заради самого себе (внутрішньої цінності) означає, що цей організм, популяція і співтовариство має властиву гідність. «Притаманна гідність істоти не залежить від її заслуг. Вважати, що щось має велику властиву гідність — означає надавати здійсненню його блага справжню цінність. Це робиться незалежно від того, які конкретні заслуги мають бути притаманні або не притаманні істотам, що оцінюється традиційними стандартами».
Тейлор вважає, що «приймаючи позицію поваги до природи як остаточну моральну позицію, ми зобов'язуємося жити за певними нормативним принципам. Ці принципи складають правила поведінки і стандарти ставлення, які повинні керувати нашим поводженням з природним світом». Принципу поваги до природи має дотримуватися кожна людина, незалежно від того, чи любить вона природу чи ні. На думку П. Тейлора, «це означає, що цю позицію слід відстоювати категорично».
У розділі «Біоцентричний світогляд на природу» він висуває чотири основні компоненти:
|  | 1. Люди вважаються такими ж членами спільноти життя на Землі, як і негуманоїдні члени. 2. Природні екосистеми Землі як ціле - це складна мережа взаємопов'язаних елементів зі здоровим біологічним функціонуванням кожного. 3. Кожен індивідуальний організм - це теологічний центр життя, який здійснює своє благо своїм власним способом. 4. Безпідставне твердження про те, що люди за своєю природою перевищують інші істоти у світлі перерахованих вище (1), (2), (3) елементів має бути відкинуто як нераціональне твердження на нашу користь. |

Заперечуючи перевагу людей над тваринами, Тейлор наводить приклад, що швидкість гепарда — це свідчення переваги над людьми, якщо ми її будемо розглядати з точки зору блага його виду. Якби він бігав так повільно, як людина, то він не зміг би вижити. Те ж стосується всіх інших здібностей інших видів, які сприяють досягненню їх блага. У будь-якому з цих випадків, домагання людей на перевагу буде відхилятися з точки зору не-людей.
Аналогічно, в результаті багаторічних спостережень за тваринами, ученим довелося визнати унікальні здібності багатьох істот, усвідомити індивідуальність кожної істоти, а значить, визнати дану (кожну) істоту, «як телеологічний центр життя, як таку, що намагається зберегти себе і реалізувати власне благо своїм унікальним шляхом». Як людське, так і не-людське благо може бути здійснено тільки за наявності всіх біологічних потреб, необхідних для виживання і здоров'я. Цілісність всієї біосфери важлива для блага всього співтовариства життя. «Ми поділяємо з іншими видами спільне поводження відносно Землі. Виходячи з біоцентричного погляду, ми погоджуємося з тим, що основною рисою нашого існування є те, що ми є тваринним видом». У зв'язку з цією та багатьма іншими причинами між людьми і не-людьми виникають конфліктні (супротивні) домагання. Тейлор пропонує чотири правила для вирішення основних потреб людей і не-людей, називаючи їх «чотири правила обов'язків в галузі етики навколишнього середовища»:
|  | (а) Правило неспричинення шкоди. Це правило - не заподіювати шкоду будь-якому співтовариству в природному середовищі, яке має своє власне благо. Це включає обов'язок не вбивати організм і не руйнувати популяцію виду або біологічне співтовариства, утримуватися від будь-якої дії, яка була б серйозно руйнівною для блага організму, популяції виду або співтовариства життя. (б) Правило невтручання. В обов'язки цього правила входить необхідність утримання від обмеження свободи індивідуальних організмів і визнання політики "руки геть" стосовно цілих екосистем і біологічних співтовариств, як і щодо індивідуальних організмів. (в) Правило вірності. Це правило застосовується тільки щодо людської поведінки відносно індивідуальних тварин, які здатні бути обдуреними моральними агентами (людьми). (г) Правило відновлення (відшкодування) справедливості. Це правило накладає обов'язок компенсації у вигляді якогось роду відшкодування або репарації в результаті порушення балансу справедливості. |

Основні потреби людей і не-людей слід вирішувати неупереджено, але базовим потребам тварин слід віддавати перевагу перед небазовими потребами людей. Існують небазові людські інтереси, які є внутрішньо несумісні з повагою до природи, як, наприклад, вбивство слонів, носорогів в комерційних цілях, збір рідкісних диких квітів, ловля тропічних птахів тощо Тейлор пише, «важливо розуміти, що людські інтереси, які лежать в основі таких практик, є небазовими». П. Тейлор пропонує «п'ять принципів пріоритету для справедливого вирішення конфліктуючих вимог:
- Принцип самооборони.
- Принцип пропорційності.
- Принцип мінімальної шкоди.
- Принцип справедливості розподілу.
- Принцип справедливості відшкодування».

Коротко пояснимо суть принципів, хоча вони, мабуть, досить зрозумілі. Принцип самооборони означає, що у разі потреби людина має право захистити себе від небезпеки.
Принцип пропорційності застосовується до ситуацій конфлікту між базовими інтересами диких тварин і рослин і тими небазовими людськими інтересами, які є внутрішньо несумісні з повагою до природи.
Принцип мінімальної шкоди, з іншого боку, застосовується до конфліктів «між базовими інтересами диких рослин і тварин і тими небазовими людськими інтересами, які так високо цінуються, що навіть людина, яка відчуває повагу до природи, не погодилася б утриматися від їх дотримання, знаючи, що дотримання таких інтересів призведе до наслідків, руйнівних для природного світу».
Принцип справедливості розподілу волає до взаємного незавдання шкоди, наприклад, коли не створюються умови для принципу самооборони, тобто дотримання інтересів, прав і обов'язків між людьми і тваринами. «Коли ми намагаємося втілити на практиці принцип справедливості розподілу, ми виявляємо, що навіть найсправедливіші методи розподілу не можуть гарантувати досконалої рівності ставлення для кожного індивідуального організму. Отже, у нас є моральна вимога доповнювати всі рішення додаткової обов'язком — принципом справедливості відшкодування». Як компенсацію П. Тейлор пропонує виділяти області середовища проживання диких спільнот і захищати стан їх навколишнього середовища так, щоб тварини і рослини могли реалізувати своє благо.
«У такому об'єктивному ракурсі, коли ми розглядаємо життя тварин і рослин з їх перспективи, а не з нашої, ми бачимо, що немає причини для низької оцінки достоїнства їх блага в порівнянні з гідністю нашого блага. Тоді стає можливим, що як повноправні члени земного співбуття життя, вони можуть мати властиву гідність, рівну достоїнству, яке ми приписуємо самі собі. Якби вони були істотами меншою цінності, тоді ми змогли б виправдати наше менш шанобливе ставлення до них, ніж до себе, як до особистостей, але якщо це не можна продемонструвати, тобто те, що вони мають не меншу цінність, тоді ми повинні ставитися до них так само, як до самих себе. Той факт, що більшість людей менш поважає звірів і рослини, ніж самих себе та інших людей, свідчить про те, що вони не змогли звільнитися від антропоцентриського погляду, що лежить в основі їх уявлень про природу. Це, по-моєму, свідчить про їх невміння робити об'єктивні судження. Тільки зміни в їх загальному світогляді і в погляді на роль людини в природній системі може привести до звільнення їх свідомості від такого антропоцентризму. Поки таке звільнення не відбудеться (з супроводжуючим моральним перетворенням), вони, без сумніву, будуть вважати себе вищими істотами на Землі».
Підсумовуючи вищесказане, можна заявити: по Тейлору повага до природи означає повагу до таких же її прав на саморегуляцію. Як на єдиний моральний вигляд в біосфері, на людину накладається етичне зобов'язання обмежити свій вплив на природу. Це означає вибір такого способу життя, який би мінімально впливав на навколишнє середовище, а особливо, якщо мова йде про рідкісних і зникаючих видах. Людина повинна «будувати свій дім, аеропорт, гавань тільки з самими благими намірами по відношенню до інших видів» (цит. за: Nash, 1988). Він повинен також «контролювати зростання населення і регулювати технологічний розвиток» (цит. за:.
Ідеалом для Тейлора є спільнота людей, де все взаємопов'язано і регулюються обмежувальної силою екологічної етики. У екофілософа немає ніяких ілюзій, що подібна перспектива легко здійсненна. Для того, щоб «казка стала бувальщиною», на думку автора необхідна «революція в нашому традиційному етичному світогляді» (цит. за:).

## Публікації
- Taylor P. In defense of biocentrism // Environmental ethics. — 1983. — Vol. 5. — P. 237–243.
- Taylor P. Are human superior to animals and plants? // Environmental ethics. — 1984. — P. 149–160.
- Taylor P. The ethics of respect for nature // People, penguins and plastic trees / Ed. D. VanDeVeer, C. Pierra. — Belmont, California: Wodsworth Publ. Company, 1984. — P. 169–183.
- Taylor P. Respect for nature // Environmental ethics: divergence and convergence / Ed. S. Camp. — Boston-London, 1993. — Р. 354–367.
- Taylor P. Biocentric egalitarianism // Environmental ethics / Ed. L. Pojman. Boston-London: Jones and Bartlett Publishers, 1994. — Р. 71-84.

## Про нього
- Борейко В. Е. Прорыв в экологическую этику. — К.: Киев. эколого-культурный центр, 1999. — 128 с.

2. Nash R. The rights of nature. A history of environmental ethics. — Madison: Univ. Wisconsin Press, 1988. — 290 p.